# 布兰登·亨特

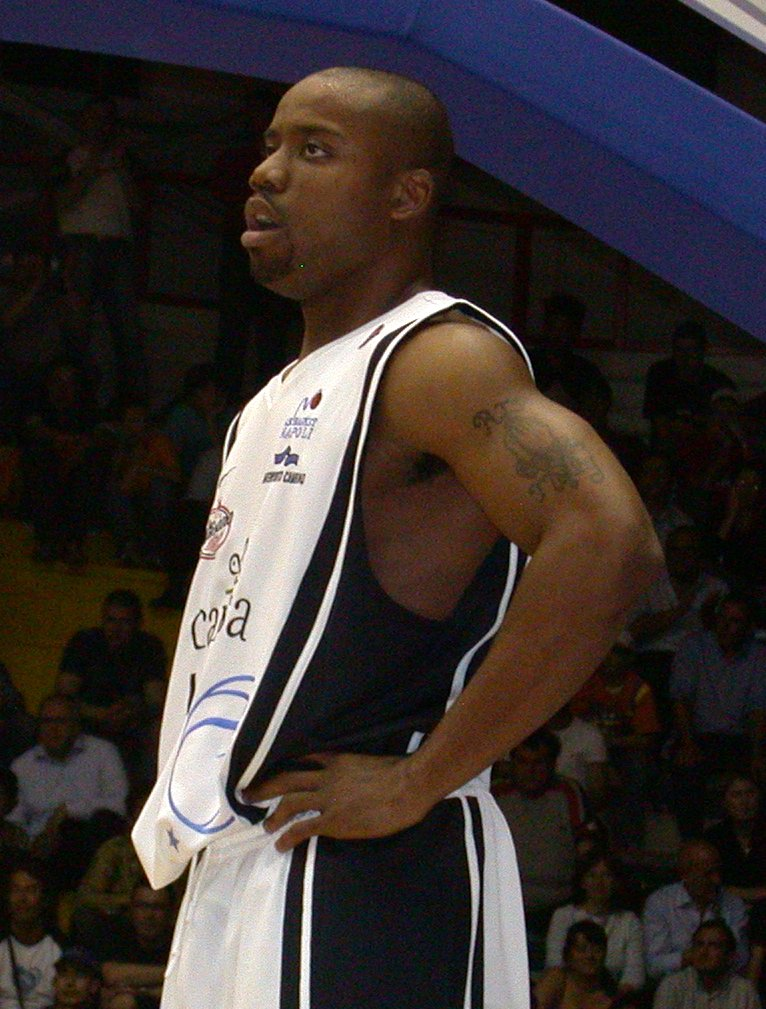
布兰登·亨特2006年在意大利那不勒斯Carpisa队比赛中

布兰登·亨特（英語：Brandon Hunter，1980年11月24日—2023年9月12日），美国职业篮球运动员，曾在意大利篮球联赛的那不勒斯队打球，主要在球队打“短工”为主。身高6英尺7英寸。
在大学高年级的时候，司职大前锋取得场均21.5分，12.6个篮板，2.6次助攻，1.2个盖帽和0.8次盗球。
之后的职业篮球生涯效力过俄亥俄山猫，2003年NBA选秀大会中波士顿凯尔特人在第二轮第56顺位选中了亨特，他在球队打了36场比赛，在他的新秀赛季得到场均3.5分和3.3个篮板。2004年夏洛特山猫队额外选秀中选中亨特，但是他从没有在球队打过一场比赛就被山猫队在11月1日和奥兰多魔术交换了基斯·博甘斯。他在奥兰多魔术队打了31场比赛每场比赛得到3.1分和2.2的个篮板。2005年加盟过密尔沃基雄鹿在季前赛中出场机会不多，5场季前赛数据只有1.2分和1.4板，之后被雄鹿在季前赛中所放弃。
2006年10月，亨特又以非正选球员身份参加了克里夫兰骑士的夏季联赛训练营，但骑士队在10月14日放弃了布兰登·亨特。